# Diton
El diton (llatí: ditonus, de grec antic: δίτονος, "de dos tons") és un interval musical de tercera més gran del sistema de Pitàgores, la raó numèrica és igual a {\displaystyle {\frac {81}{64}}} i que es construeix encadenant quatre quintes justes de raó 3:2 i reduint el resultat en dues octaves: {\displaystyle {\left({\frac {3}{2}}\right)}^{4}:{\left({\frac {2}{1}}\right)}^{2}={\frac {3^{4}}{2^{4}*2^{2}}}={\frac {81}{64}}}.
El diton es divideix en dos tons grans de 9/8: {\displaystyle {\left({\frac {9}{8}}\right)}^{2}={\frac {81}{64}}}
Com a tercera major és un interval excessivament gran i una mica dissonant, el seu excés sobre la tercera major pura de 5/4 és la coma sintònica.

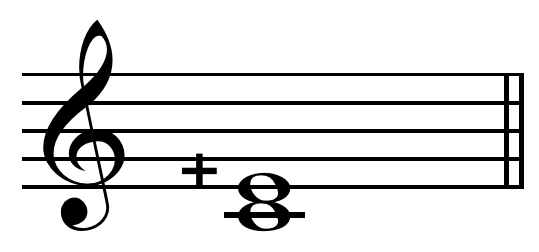
Diton pitagòric en C

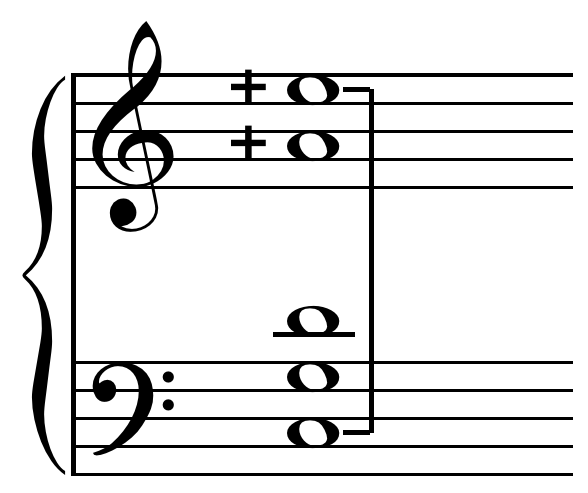
Diton pitagòric com a quatre cinquenes perfectes

El diton té una amplitud comparativa de 407,8 cents i és una mica més gran que la tercera major temperada (de 400 cents) i 21/05 cents més gran que la tercera major pura (de 386.3 cents).

## Afinació pitagòrica
El diton pitagòric és la tercera major en escala pitagòrica, que té una relació d'interval de 81:64, el que són 407.82 cents. El diton pitagòric és divisible per dos segons majors (9/8 o 203.91 cents) i és més ample que una sola tercera major (5/4, 386.31 cents) per una coma sintònica (81 / 80, de 21,51 cents). Perquè és una coma més ample que una tercer major "perfecta" de 5:4, es diu interval de "coma redundant".  Play (?·pàg.)
"La tercera major que apareix comunament en el sistema [pitagòric] (C-E, D-F ♯, etc.) és més aviat conegut com el Diton de Pitàgores i consta de dos semitons majors i dos menors (2M + 2m). Aquest és l'interval que és extremadament agut, a 408c (la tercera major pura és només 386c)."
També es pot pensar com a quatre exactament afinades cinquenes menys dos octaves.
El factor primordial del diton 81:64 és 3^4/2^6 (or 3/1 * 3/1 * 3/1 * 3/1 * 1/2 * 1/2 * 1/2 * 1/2 * 1/2 * 1/2).

## Entonació
En el diatònic de Didymos i l'afinació sintònica de Ptolemeu el diton és justament la tercera major d'una proporció de 5:4, composta de dos tons desiguals, un to major i un to menor, de 9:8 i 10:9, respectivament. La diferència entre els dos sistemes és que Dydiosm col·loca el to menor per sota del major, mentre que Ptolemeu fa el contrari.

## Temperament mesotònic
En temperament mesotònic, el to major i el to menor són substituïts per un to mitjà situat en algun lloc entre els dos. Dos d'aquests tons fan un diton o tercer major. Aquesta tercer major és exactament la justa (5:4) tercera major en el quart de coma mesotònic. Aquest és l'origen del nom: la nota exactament a mig camí entre els tons de delimitació de la tercera major es diu "to mitjana".

## Temperament igual
Els autors moderns utilitzen de tant en tant la paraula "diton" per descriure l'interval d'una tercera més gran en temperament igual. Per exemple, "en acústica moderna, el semiton temperat té 100 cents, el to 200 cents, el diton o tercera principal 400 cents, el quart perfecte 500 cents, i així successivament.…”